# وليام اند ماري كوارترلي
وليام اند ماري كوارترلي (بالإنجليزية: William and Mary Quarterly)‏ هي دورية علمية ربع سنوية تعنى بالتاريخ، وينشرها معهد أوموهاندرو للتاريخ الأمريكي القديم والثقافة(بالإنجليزية: Omohundro Institute of Early American History and Culture)‏. وتهتم هذه الدورية العلمية بتاريخ أمريكا الشمالية الاستعمارية و«العالم الأطلنطي» منذ القرن الخامس عشر وحتى بدايات القرن التاسع عشر، وتعرض الدورية العلمية أيضًا لتاريخ الكاريبي، وغرب أفريقيا، والأراضي الواقعة على الحدود بين أمريكا والمستعمرات الإسبانية.
جاء اسم هذه الدورية العلمية تيمنًا بجامعة كوليدج أوف وليام اند ماري (بالإنجليزية: College of William and Mary)‏، وهو المكان التي تم إنشاء الدورية العلمية فيه في عام 1892. ونُشرت هذه الدورية العلمية في ثلاث سلاسل متعاقبة، وتتكرر أرقام المجلدات التي تحتويها كل سلسلة. واحتوت السلسة الأولى على 27 مجلد بدأت من سنة 1892 وانتهت في 1919. وبدأت السلسة الثانية بعام 1921 وانتهت عند 1943، أما السلسة الثالثة فقد بدأت في 1944 وتمتد حتى يومنا هذا. وهذه الدورية العلمية متاحة لرواد موقع جايستور وأيضًا لأعضاء موقع هيستوري كواوبيرتيف(بالإنجليزية: History Cooperative)‏ الإلكتروني.

## وصلات خارجية
- الموقع الرسمي
- William and Mary Quarterly at the History Cooperative website
- William and Mary Quarterly at JSTOR